# 迪諾·里西
迪諾·里西（Dino Risi）是一位義大利電影導演。他與馬里奧·莫尼切利、路易吉·科門西尼、南尼·洛伊和埃托雷·斯科拉一起成為義大利喜劇大師之一。

## 生平
迪諾·里西出生於米蘭。他的叔叔費爾南多·里西（Fernando Risi）是一名電影攝影師；弟弟尼洛·里西是一名導演和作家。十二歲時，迪諾·里西成為了孤兒，由家人的親戚朋友照顧。他學過醫學，但拒絕按照父母的意願成為精神科醫生 。
迪諾·里西的電影生涯開始於擔任馬里奧·索爾達蒂（Mario Soldati）和阿爾貝托·拉圖阿達（Alberto Lattuada）等人的助理導演。後來，他開始執導自己的電影，並為索菲亞·羅蘭和維托里奧·加斯曼等未來的演藝明星提供演出機會。1966年拍攝的電影《聖熱納羅寶藏》參加了第五屆莫斯科國際電影節並獲得銀獎。

## 外部連結
- Dino Risi在互联网电影资料库（IMDb）上的資料（英文）
- BBC obituary